# Чёрный вторник (фильм)
«Чёрный вторник» (англ. Black Tuesday) — фильм нуар режиссёра Уго Фрегонезе, вышедший на экраны в 1954 году.
Фильм рассказывает историю дерзкого побега из камеры смертников группы преступников во главе с матёрым гангстером Винсентом Канелли (Эдвард Г. Робинсон). Завладев крупной денежной суммой, похищенной другим преступником (Питер Грейвс), Канелли собирается бежать за границу, однако полиция выслеживает гангстера и его банду и в результате вооружённого боя уничтожает преступников в их логове.
Критики обращали внимание на определённое внешнее сходство картины с гангстерскими мелодрамами 1930-х годов.

## Сюжет
В одной из тюрем в соседних камерах смертников содержатся главарь гангстерского синдиката Винсент Канелли (Эдвард Г. Робинсон), на счету которого семнадцать убийств, и грабитель Питер Мэннинг (Питер Грейвс), который убил полицейского и похитил так и не найденные властями 200 тысяч долларов. Казнь обоих заключённых назначена на следующий день, «чёрный вторник», когда в тюрьме приводятся в исполнение смертные приговоры. Губернатор предлагает Мэннингу отложить приведение смертного приговора в исполнение на десять дней, если тот укажет место, где спрятал похищенные деньги. Однако Мэннинг отказывается от этого предложения, поскольку, как и Канелли, отвергает какое-либо сотрудничество с властями, отправляющими их на электрический стул. Вечером того же дня подружка Канелли по имени Хэтти Комбест (Джин Паркер) вместе с его ближайшим помощником Джои Стюартом (Уоррен Стивенс) похищают Эллен (Сильвия Финдли), дочь тюремного надзирателя Джона Норриса (Джеймс Белл), после чего требуют от Норриса помочь Канелли бежать.
На следующее утро Норрис прикрепляет клейкой лентой пистолет под одним из стульев в зале для наблюдающих за приведением приговора в исполнение. Тем временем подручные Канелли захватывают молодого репортёра Фрэнка Карсона (Джек Келли), и по его документам Джои проходит в тюрьму. Когда Канелли вводят в комнату для казни, Джои достаёт спрятанный пистолет и убивает сотрудника тюрьмы, а затем и Норриса, который попытался оказать сопротивление. Джои и Канелли проникают в камеру смертников и освобождают ещё четверых заключённых, включая Мэннинга. Затем преступники завладевают хранящимся там оружием, и в гражданской одежде, снятой с наблюдателей, пытаются выйти из тюрьмы вместе с заложниками — священником, отцом Слокамом (Милберн Стоун), тюремным врачом Хартом (Вик Перрин) и охранником Лу Мертенсом (Хэл Бейлор). Тюремная охрана вступает с бандитами в короткую перестрелку, в ходе которой гибнут ещё двое охранников, при этом Мэннинг также получает серьёзное ранение. Бандитам довольно быстро удаётся вырваться за пределы тюрьмы, где их ожидает закрытый микроавтобус. Отъехав на безопасное расстояние, Канелли приказывает троим заключённым выйти из машины и дальше действовать самостоятельно, рассчитывая отвлечь внимание полиции на их поимку. Через некоторое время микроавтобус прибывает на многоэтажный склад, который принадлежит банде Канелли.
На складе гангстера встречают его подручные, а также Хэтти, которую он тепло обнимает, называя единственным человеком, которому он доверяет. Кроме того, на склад доставлены журналист Фрэнк Карсон и дочь охранника Эллен, а также пилот самолёта, который должен ночью переправить Канелли и Хэтти в безопасное место. Канелли сразу же набрасывается на Мэннинга, требуя сказать, где тот спрятал похищенные деньги. Когда тот отказывается, Канелли избивает его до потери сознания. Затем по приказу гангстера доктор Харт извлекает пулю из груди Мэннинга и пытается привести того в чувства. Хотя Эллен узнаёт, что гангстеры убили её отца, она вынуждена по приказу Канелли всю ночь ухаживать за Мэннингом. На следующее утро Эллен говорит очнувшемуся Мэннингу, что ненавидит его, он в свою очередь просит у неё прощения за смерть отца, которого считал порядочным человеком. Некоторое время спустя по радио сообщают, что трое других сбежавших заключённых были убиты полицией. Когда Мэннинг сообщает Канелли, что деньги находятся в банковском сейфе, и получить их может только лично он, разъярённый Канелли снова начинает избивать Мэннинга, пока его не останавливают подручные. Успокоившись, Канелли посылает Мэннинга в банк в сопровождении Хэтти. Когда они уже выходят из банка, Мэннингу становится плохо, и он едва не теряет сознание. Банковский охранник догадывается, что Мэннинг является одним из сбежавших из тюрьмы преступников. Он пытается задержать Мэннинга, но успевает только запомнить номер и марку машины, в которую тот сел. По сигналу охранника полиция быстро замечает машину преступников, однако, не привлекая внимания, незаметно сопровождают её до склада, рассчитывая взять сразу всю банду.
Крупные силы полиции окружают склад, где засела банда. Когда начинается перестрелка, Канелли приказывает отцу Слокаму написать письмо с изложением его требований, однако тот отказывается. Канелли угрожает застрелить священника, но Фрэнк бросается на его защиту. Канелли бьёт Фрэнка, а затем стреляет в него, тяжело раня в плечо. В конце концов, Хэтти вызывается написать письмо, в котором Канелли требует, чтобы гангстерам предоставили беспрепятственный выход из здания, в противном случае он будет убивать по одному заложнику каждые 30 минут. Инспектор полиции Хэйли (Фрэнк Фергюсон) принимает принципиальное решение не идти ни на какую сделку с убийцами. Перестрелка возобновляется с новой силой. Обрабатывая рану Фрэнка, доктор Харт говорит Эллен, что ранение слишком серьёзное и без больничного лечения он умрёт в течение нескольких часов. Когда истекает срок ультиматума, Канелли собирается застрелить Фрэнка. Однако Мэннинг, обратив внимание, насколько Эллен переживает из-за Фрэнка, останавливает Канелли, убеждая его, что Фрэнк может им ещё пригодиться, так как работает на важную газету. Тогда со словами «сейчас вы увидите, как далеко человек может зайти, чтобы сохранить себе жизнь», Канелли хладнокровно убивает охранника Мертенса. Полиция направляет на логово бандитов мощные прожекторы и открывает интенсивный автоматный огонь, убивая Джои, а через мгновение от срикошетившей пули погибает и Хэтти. Канелли просит отца Слокама причастить Хэтти, затем убивает одного из своих подручных, который предложил сдаться властям. Эллен умоляет Мэннинга помочь Фрэнку, обещая замолвить за него слово перед полицией, однако Мэннинг отказывается сдаваться, так как считает, что в любом случае обречён на смерть. Канелли затем избирает отца Слокама в качестве очередной жертвы, но Харт говорит, что разумней будет убить Фрэнка, который без операции в больнице и так умрёт через несколько часов. Когда Канелли направляет пистолет на Фрэнка, Эллен пытается закрыть журналиста своим телом, и в этот момент Мэннинг стреляет в спину Канелли, убивая гангстера наповал. Не желая возвращаться в тюрьму, Мэннинг кричит Хэйли, что выходит с оружием в руках. Когда за ним закрывается дверь, Эллен слышит автоматную очередь.

## В ролях
- Эдвард Г. Робинсон — Винсент Канелли
- Джин Паркер — Хэтти Комбест
- Питер Грейвс — Питер Мэннинг
- Милберн Стоун — отец Слокам
- Уоррен Стивенс — Джои Стюарт
- Сильвия Финдли — Эллен Норрис
- Джек Келли[англ.] — Фрэнк Карсон
- Хэл Бейлор — Лу Мертенс
- Джеймс Белл[англ.] — Джон Норрис
- Вик Перрин[англ.] — доктор Харт
- Расселл Джонсон — Говард Слоун
- Фрэнк Фергюсон — комиссар полиции Хейли (в титрах не указан)
- Стаффорд Репп — Берт Посмоник (в титрах не указан)
- Уильям Шэллерт[англ.] — Коллинс (в титрах не указан)

## Создатели фильма и исполнители главных ролей
По сценариям Сидни Бёма в Голливуде было поставлено в общей сложности 30 картин, преимущественно в жанре фильм нуар, среди них «Переулок» (1949), «Загадочная улица» (1950) и «Станция Юнион» (1950), а также в фантастический фильм «Когда сталкиваются миры» (1951). В 1953 году Бём добился наибольшего признания, когда за сценарий триллера «Атомный город» (1952) его номинировали на Оскар, а за сценарий фильма нуар «Большая жара» (1953) он получил Премию Эдгара По.
Аргентинский режиссёр Уго Фрегонезе после нескольких успешных картин на родине в 1949 году перебрался в Голливуд, где в течение пяти лет поставил десять картин, среди них фильмы нуар «Улица с односторонним движением» (1950) и «Человек на чердаке» (1953), вестерны «Бродяга в седле» (1950) и «Барабаны апачей» (1951), а также приключенческий экшн «Дующий ветер» (1953).
Эдвард Г. Робинсон относится к числу наиболее признанных актёров криминального жанра 1930-40-х годов. В 1930-е годы он стал известен благодаря ролям в гангстерских драмах, таких как «Маленький Цезарь» (1931), «Пулями или голосами» (1936) и «Последний гангстер» (1937), а также в криминальной спортивной драме «Кид Гэлэхэд» (1937). В 1940-е годы Робинсон сыграл главные роли в некоторых из наиболее признанных фильмов нуар, среди них «Двойная страховка» (1944), «Женщина в окне» (1944) и «Ки-Ларго» (1948). В 1949 году за роль в фильме нуар «Дом незнакомцев» (1949) Робинсон был назван лучшим актёром Каннского кинофестиваля 1949 года, а в 1973 году актёр был удостоен почётного Оскара за свой вклад в кино. После «Чёрного вторника» Робинсон сыграл ещё в двух криминальных фильмах по сценариям Бёма — «Ад в заливе Фриско» (1955) и «Семь воров» (1960).
Джин Паркер в 1930-е годы работала в различных жанрах, сыграв в таких картинах, как мелодрама «Маленькие женщины» (1933), шпионская мелодрама времён Гражданской войны «Оператор 13» (1934), фэнтези-хоррор-комедия «Призрак едет на Запад» (1935), военная комедия «Летающая парочка» (1939) с Лорелом и Харди и вестерн «Техасские рейнджеры» (1936). В послевоенный период наиболее заметными фильмами Паркер были вестерны «Стрелок» (1950) и «Улица беззакония» (1955).
Актёр Питер Грейвс начал работать в Голливуде в 1951 году, где к моменту съёмок в данной картине успел обратить на себя внимание игрой в фантастическом фильме «Красная планета Марс» (1952) и в военной драме «Лагерь для военнопленных № 17» (1953). Вслед за «Чёрным вторником» Грейвс ещё раз работал совместно со сценаристом Бёмом и режиссёром Фрегонезе, снявшись в историческом военном экшне «Рейд» (1954). Позднее Грейвс перешёл на телевидение, где добился славы как один из главных героев приключенческого экшна «Миссия невыполнима» (1967-73). За игру в этом сериале Грейвз дважды — в 1969 и 1970 годах — номинировался на Золотой глобус, а в 1971 году был удостоен этой награды.

## Оценка фильма критикой

### Общая оценка фильма
После выхода фильма на экраны он получил в целом позитивные отзывы критики, хотя некоторые рецензенты и обратили внимание на его чересчур мрачный и жестокий характер. По этой причине, согласно Daily Variety от января 1955 года, картина даже была временно запрещена к показу цензурным советом Мемфиса.
Газета «Нью-Йорк таймс» в своей рецензии назвала фильм «ярким и живым», отметив, что он «может служить подтверждением того, что Голливуд по-прежнему удерживает полное превосходство в области гангстерской мелодрамы». По мнению автора статьи, хотя «эта среднебюджетная картина United Artists ни в коем случае не возрождает традицию первоклассных историй о копах и убийцах в урбанистических джунглях ревущих двадцатых, когда Робинсоны, Кэгни и Муни оттачивали свои клыки, однако внешне она во многом примыкает к тем фильмам».
Биограф Робинсона Роберт Бек посчитал фильм «не особенно оригинальным», однако Питер Кауи в своей книге 1969 года «Семьдесят лет кино» отметил, что это вовсе не фильм уровня В, охарактеризовав его как «великолепно снятую мелодраму с Эдвардом Робинсоном» . По мнению современного киноведа Майкла Кини, «этот быстрый и увлекательный фильм с взрывной игрой Робинсона в роли психопатического короля рэкета с семнадцатью убийствами на счету» смотрится как «возврат к гангстерскому жанру 1930-х годов» , а историк кино Адам Брегман назвал картину «очень чёрным фильмом» с Робинсоном в роли «психопата, у которого едва ли есть сердце». Критик также обратил внимание на то, что этот фильм, «который редко уходит от экшна», в начале «раскрывает некоторые подробности того, как смертный приговор приводится в исполнение», а после драматичного эпизода побега Канелли из тюрьмы превращается в «историю ужасающей осады» полицией Канелли и его банды.

### Оценка работы режиссёра и творческой группы
Рецензент «Нью-Йорк таймс» высоко оценил работу создателей фильма, отметив, что «фильм не тратит ни слова или минуты впустую. По сценарию Сидни Бёма, настолько же умному, насколько и загадочному, режиссёр Уго Фрегонезе осуществил исключительно напряжённую и живую постановку».
Однако основное внимание критика уделила работе Эдварда Г. Робинсона, который, по словам «Нью-Йорк таймс», сыграл в этом фильме «свою старую роль загнанной в ловушку, жестокой личности». Актёр легко вернулся в знакомую ему «зловещую среду в роли приговорённого к смерти убийцы, который руководит побегом из тюремной камеры смертников, используя подручных бандитов и запуганных заложников в безжалостной попытке „остаться в живых“». Журнал Variety также указал в своей рецензии, что «Робинсон возвращается к роли гангстерского главаря, не утеряв ни одного из своих угрожающих качеств», а биограф актёра Алан Л. Гансберг написал, что «этот фильм обозначил возвращение Робинсона к образу убийцы и мафиози» . По словам New York Herald Tribune, Робинсон показал себя «по-прежнему опытным профи в подобного рода вещах, при этом ни в один из моментов этого фильма он не повторяет свои прошлые работы, создавая свежий и убедительный портрет эгоистичного маниакального убийцы» . Брегман также считает, что «игра Робинсона занимает центральное место в картине, затмевая в основном положительных персонажей, которые вынуждены противостоять его жестокости». А Бек, в свою очередь отмечает, что именно в «Чёрном вторнике» «актёр предстал в своём самом порочном образе», несмотря на то, что сам Робинсон считал самым отвратительным персонажем среди всех своих экранных злодеев Джонни Рокко из «Ки-Ларго» (1948).
Голливудский обозреватель Джеймс Бейкон, который был техническим консультантом при съёмках сцены казни, позднее написал в Made in Hollywood: «Я никогда не забуду, что когда крутой парень экрана всех времён (Робинсон) в первый раз увидел обстановку камеры смертников, то он задрожал. Ведь он был самым мягким и впечатлительным из людей. Тем не менее, когда настало время снимать сцену казни, Робинсон забыл о своей трясучке и подошёл к электрическому стулу как столь знакомый киноаудитории дерзкий Маленький Цезарь». По своему опыту Бейкон знал, что «никто из приговорённых не подходил к электрическому стулу столь самоуверенно. Всегда требовалось от восьми до десяти копов, чтобы затащить их туда». Однако, несмотря на возражения Бейкона, режиссёр снял сцену именно так, чтобы «Эдди снова был наглым Маленьким Цезарем, которого любила кинопублика» .
По сравнению с Робинсоном, который «заполняет фильм своими яростными речами», исполнители ролей второго плана сравнительно малоизвестны, хотя большинство из них смотрится убедительно, среди них Джин Паркер, Питер Грейвс, Милберн Стоун, Сильвия Финдли, Джек Келли, Виктор Перрин и другие по обе стороны закона. По мнению Брегмана, Питер Грейвс хорош в роли преступника, «которого Канелли забирает с собой во время побега, так как мечтает заполучить его добычу с предыдущего ограбления».